# Степанов, Олег Николаевич (футболист)
Олег Николаевич Степанов (26 мая 1966, Севастополь, Украинская ССР) — советский и российский футболист, выступавший на позиции вратаря. Тренер.

## Биография
Родился в 1966 году в Севастополе. Заниматься футболом начинал там же, в местной ДЮСШ-5, откуда в 1980 году перешёл в киевскую РСШИ. Профессиональную карьеру начал в 1984 году в севастопольской «Чайке», за которую провёл 2 игры во второй лиге СССР, а затем в том же году провёл ещё два матча за саратовский «Сокол». В 1986 году ненадолго вернулся в «Чайку», где провёл три матча.
В 1987 году Степанов подписал контракт с тольяттинской «Ладой», где быстро стал основным игроком. В составе «Лады» он отыграл 4 сезона во второй лиге СССР (D3) и один сезон (1990) во второй низшей лиге (D4). После распада СССР продолжал играть за «Ладу» уже в первой лиге России и в 1993 году вместе с командой стал победителем зоны «Центр», что дало право участия в переходном турнире за выход в высшую лигу. В переходном турнире Степанов принял участие во всех пяти матчах и занял с «Ладой» второе место, добившись таким образом выхода в высшую лигу, однако в следующем сезоне ни одного матча в высшей лиге он не сыграл. В 1995 году игрок перешёл в «Ладу» из Димитровграда, где выступал вплоть до окончания карьеры в 2000 году. В сезонах 1995 и 1996 команда выступала во второй лиге, затем с 1997 по 1999 год в первой лиге и в 2000 году снова во второй.
После окончания игровой карьеры Степанов перешёл на тренерскую работу. Сначала работал тренером в Тольяттинской Академии футбола. С 2010 и как минимум до 2016 года был тренером вратарей в молодёжной команде пермского «Амкара». В феврале 2020 года назначен старшим тренером клуба ПФЛ «Лада» Димитровград.

## Достижения
«Лада» Тольятти
- Победитель первой лиги ПФЛ (зона «Центр»): 1993

«Лада» Димитровград
- Победитель второй лиги ПФЛ (зона «Центр»): 1996